# Vilela (Sober)
Vilela es una aldea española situada en la parroquia de Arrojo, del municipio de Sober, en la provincia de Lugo, Galicia.

## Localización
Se encuentra a una altitud de 347 metros sobre el nivel del mar, al norte de la capital municipal. 

## Demografía
| Gráfica de evolución demográfica de Vilela entre 2000 y 2021 |
|                                                              |
| Datos según el nomenclátor publicado por el INE.             |